# Gilbert Heathcote (4e baronnet)
Gilbert Heathcote, 4e baronnet (6 octobre 1773 - 26 mars 1851) de Normanton Park, Rutland, est un député britannique.

## Biographie
Il est le fils de Gilbert Heathcote (3e baronnet), et de sa deuxième épouse Elizabeth, fille de Robert Hudson. Il devient quatrième baronnet à la mort de son père en 1785.

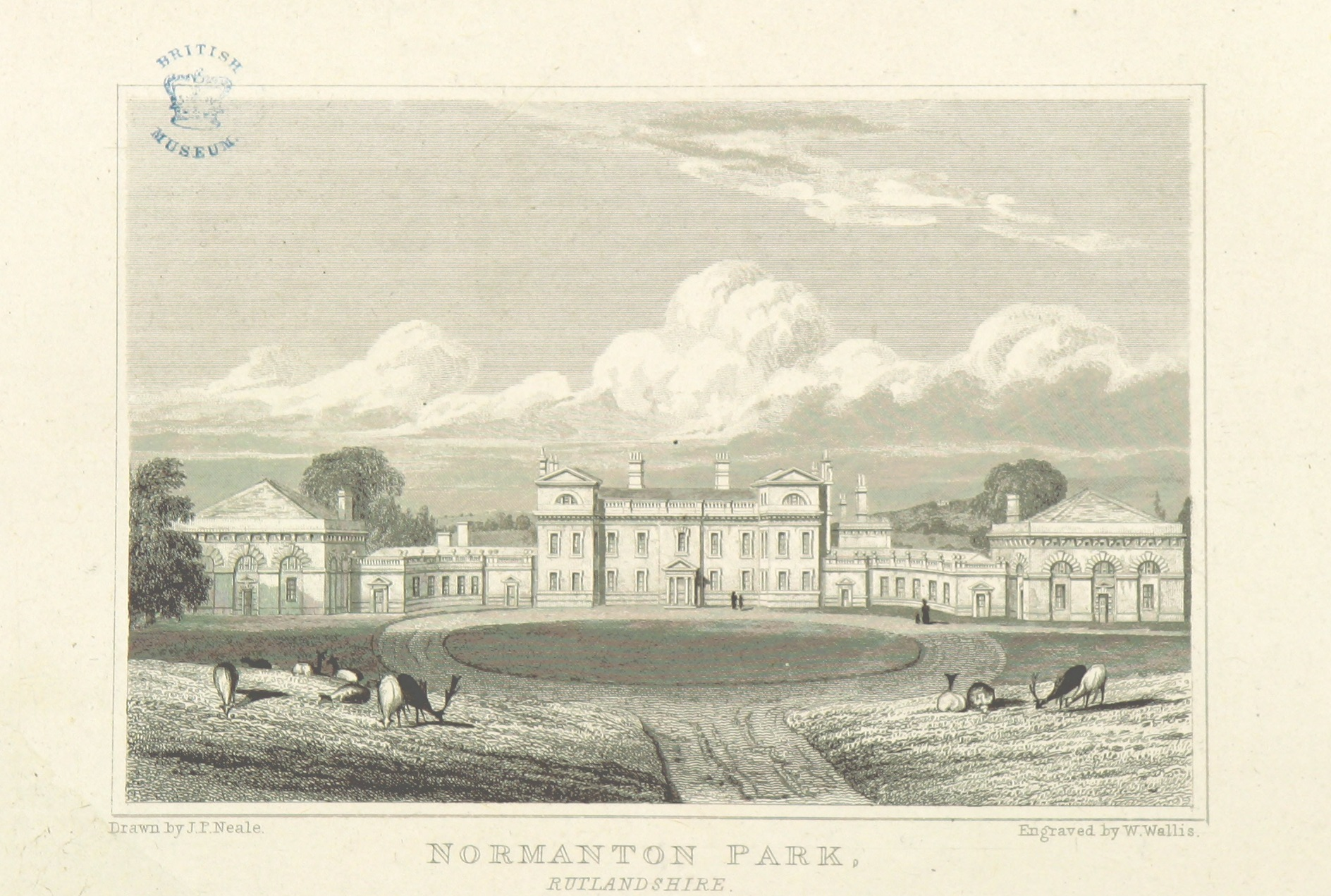
Normanton Park (1818) par John Preston Neale

Son siège principal est Normanton Park, où il possède une propriété considérable, complétée par d'autres grandes propriétés au nord du domaine de Grimsthorpe à Kesteven.
En 1795, il est nommé haut shérif de Rutland et en 1796, il est élu à la Chambre des communes pour le Lincolnshire en tant que Whig, un siège qu'il occupe jusqu'en 1807, avant de représenter Rutland de 1812 à 1841 ,.
Heathcote épouse d'abord Katherine Sophia Manners, fille aînée de John Manners (homme politique) et de Louisa, comtesse de Dysart, en 1793. Après la mort de sa première femme en 1825, il se remarie la même année. Heathcote meurt en mars 1851, âgé de 77 ans, et est remplacé comme baronnet par son fils, Gilbert Heathcote (1er baron Aveland), qui en 1856 est élevé à la pairie sous le nom de baron Aveland.
Heathcote est pendant de nombreuses années un steward principal de l'hippodrome d'Epsom Downs, qui jouxte sa maison à The Durdans. Son cheval Amato remporte le Derby en 1838 .